# Януш Моргенштерн
Януш Моргенштерн (пол. Janusz Morgenstern; 16 листопада 1922, Микулинці — 6 вересня 2011, Варшава) — польський актор, кінорежисер, сценарист і продюсер.

## Життєпис

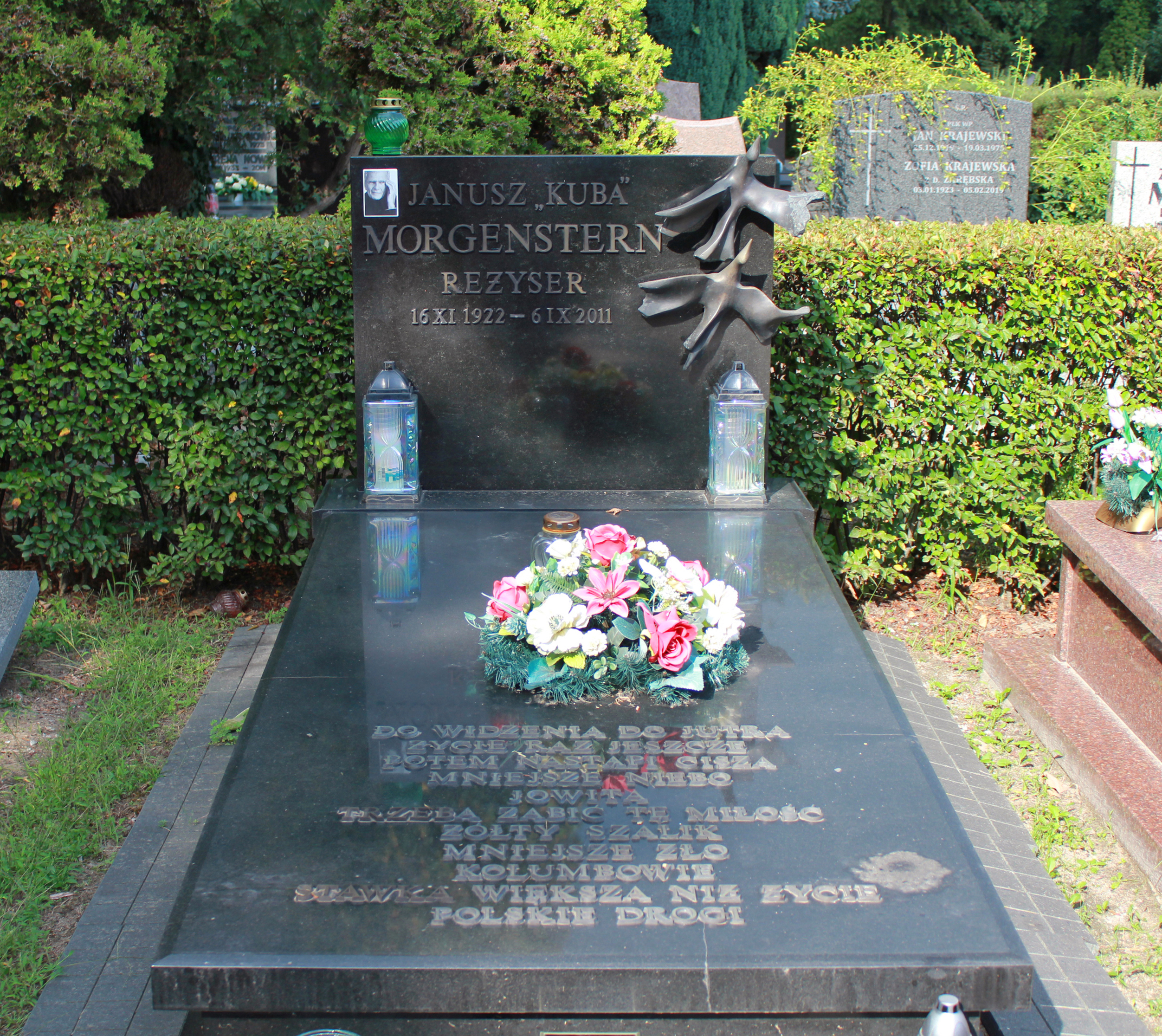
Могила Моргенштерна на Військовому кладовищі Повонзкі у Варшаві з його фотографією та списком його найвідоміших фільмів

Януш Моргенштерн народився в селі Микулинці (нині Теребовлянський район, Тернопільська область) 16 листопада 1922 року, в сім'ї Давида Моргенштерна і Естер Друкс. Навчався також у Пшеворську, де жив брат його матері. У роки війни від депортації в гетто його приховувала сім'я директора школи в селищі Ладичин, за два кілометри від Микулинець.
Закінчив Вищу школу театру, кіно і телебачення в Лодзі в 1954 році. Працював асистентом режисера на зйомках фільмів «Атлантичний розповідь», «Канал» і «Попіл і діамант», «Справжній кінець великої війни».
Моргенштерн дебютував в 1960 році фільмом «До побачення, до завтра», відзначеному призами МКФ в Стратфорді і Сан-Франциско. У числі найбільш значних робіт режисера — військова драма «Потім настане тиша» і «Життя ще раз».
Стрічка «Менше небо» отримала Гран-прі МКФ у Пуатьє. Великий внесок режисер вніс в розвиток польського телекіно, знявши в 1960-1970-і популярні телесеріали: «Ставка більша за життя», «Колумби».
Зняв також телесеріали «Польські шляхи» і «SOS», телефільми «Година W» і «Пікова дама». З 1978 року художній керівник творчого кінооб'єднання «Перспектива».
У 2010 році він був удостоєний почесної нагороди на Нью-Йоркському фестивалі польського кіно. Він став членом комітету підтримки Броніслава Коморовського перед достроковими президентськими виборами 2010 року.
7 квітня 2011 року він відкрив свою зірку на Алеї зірок на вулиці Пьотрковська в Лодзі.
Помер у Варшаві 6 вересня 2011 року.

## Фільмографія

### Актор
- 2011 — Заплутаний

### Режисер
- 1955 — Редьки
- 1960 — До побачення, до завтра
- 1960 — Пригода на периферії
- 1961 — Завтра прем'єра
- 1961 — Швидка допомога (короткометражний)
- 1963 — Два ребра Адама
- 1964 — Життя ще раз
- 1964 — Леон Кручковський
- 1964 — Тадеуш Кулисевич
- 1965 — Потім настане тиша
- 1967 — Йовіта
- 1967 — Ставка більша за життя (серіал)
- 1970 — Колумби (серіал)
- 1972 — Треба вбити цю любов
- 1972 — Пікова дама
- 1977 — Польські шляхи (серіал)
- 1979 — Час «В»
- 1981 — Менше небо
- 1986 — Легенда про білого дракона
- 2000 —- Жовтий шарф
- 2009 — Менше зло

### Сценарист
- 1961 — Завтра прем'єра
- 1965 — Потім настане тиша
- 1981 — Менше небо
- 2009 — Менше зло

### Продюсер
- 1990 — Корчак
- 1990 — Європа, Європа
- 1990 — Жінка
- 1993 — Колос
- 1993 — До побачення, вчора
- 1996 — Дівчинка Ніхто
- 1998 — Темна сторона Венери
- 1998 — Золото дезертиров
- 2000 — Велике тварина
- 2000 — Ніч святого Миколая
- 2000 — Жовтий шарф
- 2001 — Ранковий койот
- 2002 — У кого я вродився?
- 2002 — Помста
- 2003 — Біле плаття
- 2004 — Довгий вікенд
- 2004 — Королева туч
- 2005 — Пекло, рай
- 2005 — Свято святої Варвари
- 2005 — Судовий виконавець
- 2006 — Чекає нас цей світ
- 2006 — Хлопчик-прибуток

## Нагороди
- 1960 — призи МКФ в Стратфорді і Сан-Франциско
- 1967 — премія за режисуру і приз Міжнародної католицької організації з питань кіно на МКФ в Сан-Себастьяні
- 1967 — премія Міністра культури і науки Польщі III ступеня (за психологічну кінодраму «Йовіта»)
- 1980 — гран-прі МКФ у Пуатьє
- 2010 — приз «за внесок в кіномистецтво» 35-го Фестивалю польських художніх фільмів у Гдині